# Iru
Iru falu Észtország Harju megyéjében. Közigazgatásilag Jõelähtme községhez tartozik. Lakossága 2009. január 1-jén 331 fő, a 2011-es népszámlálás idején 450 fő volt. A lakosság 65,56%-ka észt. Tallinn mellett, attól keletre, a Pirita-folyó mentén fekszik. Közvetlenül Tallinn Iru településrészével határos.

## Története
A terület ősidőktől fogva lakott. Az egykori Iru napjainkban Tallinnhoz tartozó részén, a Pirita-folyó melletti dombon földvár található. A település első írásos említése a dán uralom idejéből, 1241-ből származik, amikor egy összeírásban szerepel a falu neve. A falu egy részét 1975-ben Tallinnhoz csatolták.
A falutól délre halad el az 1-es főút. A falu mellett található a Tallinn számára távhőt és melegvizet szolgáltató Irui hőerőmű.

## Népessége
A település népessége az utóbbi években az alábbi módon alakult:
| Lakosok száma | 450  | 371  | 382  | 474  |
|               | 2011 | 2019 | 2020 | 2021 |